# Schöneichtunnel
Der Schöneichtunnel ist ein 750 Meter langer Strassentunnel in Zürich und Teil des Autobahnzubringers A1L der Autobahn A1. Der Tunnel verbindet die Innenstadt mit dem Autobahnring im Norden. Unterhalb einer Seite des Tunnels (Fahrtrichtung Nord) befindet sich der Tramtunnel Milchbuck–Schwamendingen, der als Bauvorleistung für die letztlich nicht realisierte U-Bahn Zürich gebaut worden war. 2001 wurden eine umfassende bauliche Instandsetzung und der Ersatz der elektromechanischen Einrichtungen durchgeführt.
2025 wird die direkt an den Schöneichtunnel anschliessende Einhausung Schwamendingen dem Verkehr übergeben und verlängert den Tunnel um 940 Meter.